# آب تریتیومی
آب تریتیومی (به انگلیسی: Tritiated water) یا آب زبَرسنگین (به انگلیسی: Super-heavy water) با فرمول شیمیایی T۲O or ۳H۲O یک ترکیب شیمیایی با شناسه پاب‌کم ۱۰۴۷۵۲ است؛ که جرم مولی آن ۲۲٫۰۳۱۵ g/mol می‌باشد. شکل ظاهری این ترکیب، بلورهای دستگاه بلوری راست‌لوزی سفید است.